# Кето
Кето (на гръцки: Κητος) в древногръцката митология е морско чудовище, дъщеря на Гея и Понт (морски бог). 
От съпруга си Форкис, бог на бурното море, тя има много деца. Всички те, с изключение на Хесперидите, са описвани в демоничен вид. Самата Кето в изкуството е представяна като грамадна змиевидна риба.
Кето е вкаменена от Персей, когато той спасява Андромеда от жертвоприношение - изяждане от Кето.

## Деца от Форкис
1. Ехидна
2. Горгони – Евриала, Медуза, Стено
3. Граи (греи)  – Дейно/Дино, Енио, Пемфредо
4. Хеспериди – Егла, Аретуза, Еритея, Хесперида
5. драконът (отначало - великанът) Ладон
6. Сцила
7. Сирени
8. Туза